# کالوالا ۱۴۵۴
سیارک ۱۴۵۴ (به انگلیسی: 1454 Kalevala، نامگذاری:1936DO) هزار و چهارصد و پنجاه و چهارمین سیارک کشف شده‌است که در ۱۶ فوریه ۱۹۳۶ کشف شد.
قدر مطلق سیارک برابر ۱۲٫۸۰ است.